# Novine Horvatzke
Novine Horvatzke — газета, основанная Гаем Людевитом в Загребе в 1835 году с приложением «Danicza Horvatzka, Slavonzka y Dalmatinzka». Под более поздним названием «Илирские народные вести» они сыграли ключевую роль в хорватском национальном возрождении.
Газета Horvatzke издается и по сей день под названием Народные вести и является официальной газетой Республики Хорватия. Законы и другие нормативные акты, а также различные официальные объявления публикуются в Народных вестях.

## История
Первый номер газеты «Народные вести» вышел в Загребе 6 января 1835 года под названием «Novine Horvatzke». Издателем и редактором был Людевит Гай. Это была первая газета в Загребе на хорватском языке. Одновременно со вторым номером Novine Horvatzki (10 января) выходит их литературное приложение «Danicza Horvatzka, Slavonzka y Dalmatinzka».
В 1836 году они перешли с кайкавского диалекта на штокавский диалект, а их название было изменено на «Илирские народные вести» с дополнением «Даница илирска».
В десятом номере литературного приложения опубликовано стихотворение Антона Михановича «Хорватская родина». Позднее под названием «Наша прекрасная родина» она стала хорватским гимном. Музыку к произведению написал Йосип Рунянин.
Эта газета сыграла чрезвычайно важную роль в пробуждении хорватского национального самосознания и инициировании Хорватского национального возрождения, т.е. Иллирийское движение. Литературная подстраница, знаменитая «Даница», является незаменимым местом для истории хорватской литературы, в которой хорватское литературное наследие определяется в культурных обстоятельствах XIX века — независимо от того, в каком хорватском регионе оно возникло. Решение Людевита Гая и собравшихся вокруг него писателей также ознаменовало выбор штокавского языка в качестве стандарта для хорватского литературного языка.